# Ina Haller

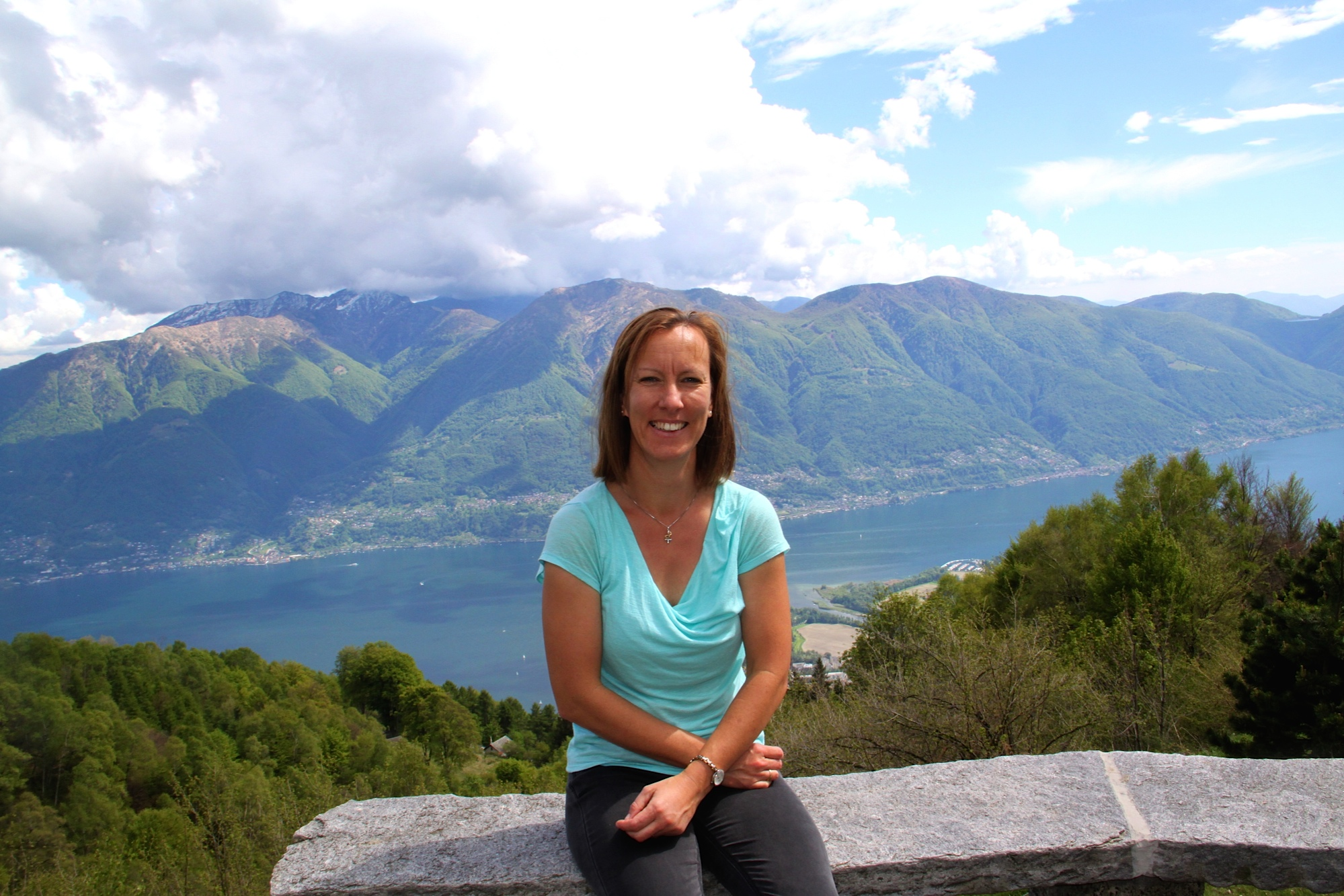
Ina Haller 2018

Ina Haller (* 1972 in Wuppertal) ist eine deutsch-schweizerische Schriftstellerin.

## Leben
Nach dem Abitur studierte Ina Haller Geologie. Das Schreiben entdeckte sie 2007 im Rahmen des „Novemberschreibens Schweiz“. Schnell wurde es zu einem wichtigen Bestandteil und Ausgleich zum turbulenten Familienleben. Zuvor arbeitete sie in einer Schweizer Lebensversicherungsgesellschaft.
Ina Haller gehört dem Vorstand von Krimi Schweiz - Verein für schweizerische Kriminalliteratur an, der 2021 zum ersten Mal das Schweizer Krimifestival in Grenchen organisiert hat. Sie ist Mitglied bei den Mörderischen Schwestern, beim ADS Autorinnen und Autoren der Schweiz und beim Syndikat. Ausserdem gehört sie den Schweizer Schreibfrauen an.
Zu ihrem Repertoire gehören Kurz- und Kindergeschichten sowie Kriminalromane.
Ina Haller lebt mit ihrer Familie im Kanton Aargau.

## Werke

### Kriminalromane mit Samantha
- Rüebliland. Emons-Verlag, Köln 2019, ISBN 978-3-7408-0631-6.
- Chriesimord. Emons-Verlag, Köln 2020, ISBN 978-3-7408-0791-7.
- Chienbäse. Emons-Verlag, Köln 2021, ISBN 978-3-7408-1123-5.
- Liestaler Gold. Emons-Verlag, Köln 2022, ISBN 978-3-7408-1439-7.
- Liestal in Flammen. Emons-Verlag, Köln 2023, ISBN 978-3-7408-1758-9.
- Liestaler Zwielicht. Emons-Verlag, Köln 2024, ISBN 978-3-7408-2043-5.
- Liestaler Wut. Emons-Verlag, Köln 2025, ISBN 978-3-7408-2450-1.

### Kriminalromane mit Andrina Kaufmann
- Tod im Aargau. Emons-Verlag, Köln 2013, ISBN 978-3-95451-076-4.
- Gift im Aargau. Emons-Verlag, Köln 2014, ISBN 978-3-95451-264-5.
- Der Metzger von Aarau. Emons-Verlag, Köln 2015, ISBN 978-3-95451-483-0.
- Schatten über dem Aargau. Emons-Verlag, Köln 2016, ISBN 978-3-95451-796-1.
- Aargau-Fieber. Emons-Verlag, Köln 2017, ISBN 978-3-7408-0058-1.
- Der Fluch von Aarau. Emons-Verlag, Köln 2018, ISBN 978-3-7408-0284-4.
- Aarauer Finsternis. Emons-Verlag, Köln 2019, ISBN 978-3-7408-0513-5.
- Nebel im Aargau. Emons-Verlag, Köln 2020, ISBN 978-3-7408-0925-6.
- Aargauer Abgründe. Emons-Verlag, Köln 2021, ISBN 978-3-7408-1259-1.
- Verschwunden im Aargau. Emons-Verlag, Köln 2022, ISBN 978-3-7408-1587-5.
- Aargauer Grauen. Emons-Verlag, Köln 2024, ISBN 978-3-7408-1868-5.
- Aargauer Vergeltung. Emons-Verlag, Köln 2025, ISBN 978-3-7408-2221-7.

### Weitere Romane
- Schwermetall. Latos Verlag, Calbe/Saale 2012, ISBN 978-3-9813683-6-9.
- Aarauer Nächte. Dörlemann, Zürich 2025, ISBN 978-3-03820-161-8.

### Kurzgeschichten
- Aarauer Mordsnachbarn: In Paul Ott und Barbara Saladin (Hrsg.): MordsSchweiz (Anthologie). Gmeiner-Verlag, Meßkirch 2021, ISBN 978-3-8392-0061-2, S. 291–300
- Gute Reise. In Fatima Vidal (Hrsg.): An der Sonne – Kurze Geschichten über das Reisen (Anthologie). Vidal Verlag, Winterthur 2017, ISBN 978-3-9524532-7-8, S. 211–214
- Die Geburtstagsüberraschung. In Arno Seeli (Hrsg.): Täxtzit (Literaturzeitschrift). Pratval 2014, ISBN 978-3-9524327-1-6, S. 30–31
- Der Schrei. In Fatima Vidal (Hrsg.): Die Frau Im Zug – Heitere Geschichten aus der Schweiz (Anthologie). Vidal Verlag, Winterthur 2014, ISBN 978-3-9523734-6-0, S. 42–46
- Mirella: In Dr. Ulrike Blatter und Nessa Altura (Hrsg.): Diagnose Mord (Anthologie). Buchvolkverlag, Zwickau 2014, ISBN 978-3-944581-01-9, S. 83–96
- Am Abgrund: In Fatima Vidal (Hrsg.): Sepia – Kurzgeschichten aus der Schweiz (Anthologie). Vidal Verlag, Winterthur 2012, ISBN 978-3-9523734-2-2, S. 214–217
- Schwarzer Freitag: In Renata und Stephan Rollfinge (Hrsg.): Voll in die Fresse – Jugendbuch Anthologie zum Thema Gewalt (Anthologie), RVV – Renata Rollfinke Verlag, Wien 2012, ISBN 978-3-902715-57-9, S. 83–90
- Heimkehr. In Fatima Vidal (Hrsg.): Zuckerschlecken (Anthologie). Vidal Verlag, Winterthur 2010, ISBN 978-3-9523734-0-8, S. 122–124